# Ansjovissen
De ansjovissen (Engraulidae) zijn een familie van straalvinnige vissen uit de orde van haringachtigen (Clupeiformes).

## Beschrijving
De bek van deze zilverkleurige roofvissen is voorzien van tanden. Ze voeden zich voornamelijk met vissen. De kleinste soorten zijn gewoonlijk 10 tot 15 cm, terwijl sommige 30 cm lang kunnen worden.

## Verspreiding en leefgebied
Deze familie komt voor in zowel warme als gematigde zeeën. In het voorjaar verzamelen ze zich in grote scholen en trekken naar de kusten om te paaien. Sommige soorten voelen zich thuis in zoet water en weer andere komen permanent voor in riviermonden.

## Geslachten
- Amazonsprattus Roberts, 1984
- Anchoa (Jordan & Evermann, 1927)
- Anchovia Jordan & Evermann, 1895
- Anchoviella Fowler, 1911
- Cetengraulis Günther, 1868
- Coilia Gray, 1830
- Encrasicholina Fowler, 1938
- Engraulis Cuvier, 1816
- Jurengraulis Whitehead, 1988
- Lycengraulis Günther, 1868
- Lycothrissa Günther, 1868
- Papuengraulis Munro, 1964
- Pseudosetipinna Y. B. Peng & Z. R. Zhao, 1988
- Pterengraulis Günther, 1868
- Setipinna Swainson, 1839
- Stolephorus Lacépède, 1803
- Thryssa Cuvier, 1829